# Team FrySk
Team FrySk is een internationale schaatsploeg onder leiding van de trainers Siep Hoekstra, Oege Ferwerda, Helma Talsma en Tjitte de Vries.

## Ontstaan
Team FrySk is ontstaan in 2014 in Leeuwarden om de verschillende clubs en gewestelijke selecties te versterken. Schaatsers die het clubniveau ontstegen zijn, maar niet in aanmerking komen voor een hogere selectie. Daarbij wordt nadrukkelijk de samenwerking opgezocht met buitenlandse landen. In 2017 startte een gecombineerde langebaanploeg en een marathonploeg voor dames en heren; Team Bouwbedrijf De Vries en Team Douma Staal.
Tijdens de kwalificatiewedstrijden in november 2018 plaatsten Stollenga en Anema zich voor de eerste serie wereldbekerwedstrijden. Na het opheffen van de ploeg Team Worldstream-Corendon ging Kosta Poltavets aan de slag bij de technische staf van Team FrySk naast hoofdtrainer Hoekstra.

### 2022-2023
De ploeg bestaat dit seizoen uit deze rijd(st)ers:
| Vrouwen             | Vrouwen              | Mannen             | Mannen        |
| Naam                | Specialisatie        | Naam               | Specialisatie |
| ------------------- | -------------------- | ------------------ | ------------- |
| Aveline Hijlkema    | 3000 meter, allround | Homme Jan de Groot |               |
| Esther Kiel         | 1500 meter           | Jacco Efdé         |               |
| Paulien Verhaar     | 3000 en 5000 meter   | Sjoerd Kleinhuis   |               |
| Henny de Vries      | ?                    | Jornt Dijk         |               |
| Kim Talsma          | 500 en 1000 meter    | Jesse de Lange     |               |
| Amber Duizendstraal |                      | Dyon Talsma        |               |
| Mayke Koster        | ?                    |                    |               |

#### Marathonploeg
Naast de langebaanploeg heeft team Frysk ook twee marathonschaatsploegen
Vrouwen - Team Bouwbedrijf de Vries
- Aveline Hijkema
- Esther Kiel
- Paulien Verhaar
- Kim Talsma

Mannen - Team Douma Staal
- Erwin Mesu
- Mike Dogterom
- Jan Hamers
- Kevin van der Horst